# Matija Živčič
Matija Živčič (tudi Schiwtzitsch, Siwtzich), slovenski in hrvaški protestantski pridigar in prevajalec, * (?), † 29. december 1585, Ravnje. 
Rodil se je neznano kdaj v Istri, umrl v Ravnjah na Krasu, pokopan pa je bil v Ljubljani. Bil je kaplan, nato vikar v Pazinu. Leta 1559 se je opredelil za protestantizem in se 1561 poročil, zato ga je hotel puljski škof pregnati, izvedel pa je to šele leta 1569 škof M. Barbabianca. Februarja 1569 je moral Pazin (in svojo hišo ter ženo s sinom Gregorjem) zapustiti. Skrival se je po Istri in Krasu. Leta 1574 so ga kranjski stanovi nastavili, da bi pridigal na posestvih protestantizmu naklonjenih plemičev, a se ni izkazal. Nekdanji reški kapetan Fran Barbo pl. Waxenstein ga je vzel k sebi na Kožljak, po škofovi prepovedi bivanja na področju puljske škofije se je 1579 zatekel na Ravnje, še naprej pa skrivoma obiskoval družino v Pazinu. Po več poskusih so ga ujeli, škof ga je leta 1582 javno obsodil in ga dal in effigie ('v odsotnosti') sežgati. Z duhovnikom I. Fabijančićem je v hrvaščino prevedel Spangenbergovo Postilo.